# لزگی‌ها
لِزگی‌ها (به لزگی: лезгияр، به روسی: лезгинцы، به آذربایجانی: Ləzgilər) قومی هستند که در جنوب داغستان و شمال شرق جمهوری آذربایجان زندگی و به زبان لزگی صحبت می‌کنند. سرشماری سال ۲۰۰۲ در روسیه نشان می‌دهد که ۴۱۳ هزار لزگی در این کشور زندگی می‌کنند. سرشماری سال ۱۹۹۹ جمهوری آذربایجان نیز جمعیت لزگی‌ها در این کشور را ۱۷۸ هزار نفر اعلام کرده‌است.بیشتر لزگی‌ها مسلمان و اهل تسنن هستند. سرزمین لزگی‌ها در طول تاریخ مورد تهاجم مهاجمان متعددی قرار گرفته است. شرایط جغرافیایی منزوی و همچنین ارزش راهبردی مناطقی که لزگی‌ها در آن ساکن هستند، تأثیر زیادی بر روحیه‌ی جمعی آنان گذاشته و شخصیت قومی آن‌ها را شکل داده است. به دلیل حملات مداوم مهاجمان، لزگی‌ها یک کد ملی افتخار و رفتار به نام "لزگیوال" دارند که از نسلی به نسل دیگر توسط خانواده‌ها و جامعه منتقل شده است. این کد اخلاقی و رفتاری شامل سخاوت، رفتار اخلاقی و پاسداری از شرافت زنان است. تاریخ‌نگار ارمنی، آ. آ. آکوپیان، با استناد به منابع یونانی-رومی، ارمنی و گرجی، نیز بر این باور است که «لِگ‌ها» (لِک‌ها) نیاکان لزگی‌های امروزی هستند.

## ریشه شناسی
نام لزگی شکل فارسی‌شدهٔ متأخر از نام تاریخی این قوم یعنی «لک/لگ» است. در میان لزگی‌ها و اقوام مرتبط آن‌ها در جنوب داغستان، تعدادی از نام‌های جغرافیایی با یکی از نام‌های قومی کهن قبایل جنوب داغستان یعنی لِگی/لِکی ارتباط دارند.از جمله این مکان‌ها می‌توان به روستاهای لک، لکیت، لگر، لگار، لکون، رودخانهٔ لکیلرچای («رودخانهٔ لک‌ها») ( در منطقهٔ اوغوز جمهوری آذربایجان)، کوه‌های لکا، لکورگا (در جنوب منطقهٔ روتول)، لک‌داغ («کوه لک ها» در نزدیکی روستای اوخول در منطقهٔ آختی داغستان))و همچنین طایفهٔ لِگِرار (از روستای کورخور) اشاره کرد.
عقاب که حیوان ملی لزگی‌ها محسوب می‌شود، دلیل نام‌گذاری این قوم به "لزگی" دانسته شده است که از واژهٔ "لک" در زبان لزگی به معنای عقاب گرفته شده است. برخی دیگر معتقدند که این نام از قوم باستانی "لِگی" و نام "لاکزی" در قرون وسطی اولیه مشتق شده است.تاریخ‌نگاران یونان باستان از جمله هرودوت، استرابو و پلینیوس بزرگ از قومی به نام "لِگی" (به یونانی باستان: Λῆχαι، romanized: Lē̂chai) یاد کرده‌اند که در آلبانیای قفقاز سکونت داشتند.
لزگی‌ (Lesghians یا Lesghis) از واژه لکسی (Leksi) در زبان فارسی گرفته شده است که در زبان‌های گرجی، ارمنی و اوستیایی به آن‌ها لکی (Leki) گفته می‌شود. این نام به‌عنوان یک نام جمعی برای چندین قبیله از قفقاز شرقی به کار می‌رود که همراه با خویشاوندان خود، چچنی ها، از دیرباز در داغستان ساکن بوده‌اند.
رابرت هیوسن تاریخدان آمریکایی چنین آورده است : لِک‌ها [Lekk']; لِگ‌ها [Legoi] (در نوشته‌های استرابون)؛ در زبان گرجی: لِک‌ها [Lek'ni]؛ در زبان لاکی: لاز [Laz]؛ در زبان عربی: لَکْز [Lakz]؛ در زبان روسی: لزگی‌ها [Lezginy] یا کیورین‌ها [Kiurintsy]؛ در زبان انگلیسی: لزگی‌ها [Lesgins] یا لزگیان [Lesgians] – نامی کلی برای اقوام بومی جنوب داغستان که در حوضه رود سامور، از رشته‌کوه قفقاز تا دریای خزر سکونت دارند.
ژنرال ارتش روسیه، مقصود علیخانوف-آواری، نوشته است که واژه «لک» منشأ نام‌های گرجی «لِکی»، کلاسیک «لِگی»، عربی «لاکزی»، فارسی «لازگی»، ترکی «لزگی» و روسی «لزگین» است
اوسْلار، قفقازشناس برجسته، می‌نویسد:«همانندی لِک‌های کلاسیک و لاک‌های امروزی جای هیچ شکی باقی نمی‌گذارد. پلوتارک در شرح زندگی پومپیوس، در توصیف لشکرکشی او به آلبانی، از لِک‌ها نام برده است. نام قهرمان گرجی، لکوس، جد کوه‌نشینان داغستان، احتمالاً با نام قوم لاک خویشاوند است. اگر نام لاک را در زبان روسی به شکل لَک بنویسیم، این شکل به تلفظ بومیان نزدیک‌تر خواهد بود.پیتر اوسلار، لِگ های باستانی را با لزگی‌های امروزی یکی می‌داند: لزگی‌ها، لگی‌ها، لاک‌ها نام خود را به رشته کوهی که حوضه رود کورا را از حوضه رود ریونی جدا می‌کند، دادند. کولخیس (ناحیتی در غرب گرجستان) گاهی اوقات توسط شاعران لیگستیکا (Ligistika)، کشور لگ‌ها (leagues) نامیده می‌شد. به احتمال زیاد لگ‌هایی که هرودوت از آنها صحبت می‌کند، مردم لزگی بوده‌اند. با توجه به دانشنامه افرون و بروک‌هاوس، که در اواخر قرن ۱۹ اوایل قرن ۲۰ منتشر شد، لاک‌ها در اواخر قرن هشتم (VIII) همان لگی‌های کلاسیک (Λήγες) هستند. سرزمین آنها توسط فرمانده عرب ابومسلم فتح شد، که اسلام را در بین آنها برقرار کرد و این سرزمین را تحت سلطه یکی از نوادگان پیامبر، شاه بعل، که عنوان شمخال و والی (یعنی فرماندار) داغستان را دریافت کرده بود، قرار داد. لِگی‌ قومی ایرانی‌تبار و سکایی بودند که در جنوب غربی ساحل دریای خزر سکونت داشتند. به گزارش استرابون مورخ یونانی، گلی‌ها و لگی‌ها اقوامی سکایی‌تبار می‌باشند که در میان آمازون‌ها و آلبانیایی‌ها سکونت داشتند.

## تاریخ لزگی ها
تاریخ لزگی‌ها با ساختارهای دولتی همچون آلبانیای قفقاز، لکز و شیروان پیوند دارد.
ژان-بتیست هومان، نقشه‌نگار آلمانی، در سال 1737 در نقشه‌ای، اقوام لزگی‌زبان را با عنوان "Lesgi" مشخص کرده است. در نقشه‌ای دیگر از وایْلاند، جغرافی‌دان آلمانی، منتشرشده در مؤسسه جغرافیایی آلمان (وایمار) در سال 1846، سرزمین آن‌ها "Lesghistan" نامیده شده است.
لویی ویوین دو سن-مارتن، جغرافی‌دان و نقشه‌نگار فرانسوی سده نوزدهم، می‌نویسد:"هیچ دلیلی برای تردید وجود ندارد که زبان اقوام لزگی زبان بومی آگوان‌ها یا آلبانی‌ها نبوده است. بدون شک، لزگی‌ها یا به‌درستی‌تر، لِکسی‌ها، هسته اصلی جمعیت آلبانیای کنونی یا جنوب داغستان و شیروان را تشکیل می‌دادند."
ادوارد گیبون، تاریخ‌نگار بریتانیایی سده هجدهم، می‌نویسد:"شاید این اقوام بربر، شمال شیروان کنونی، یعنی آلبانیای باستانی را سکونت داشتند. این سرزمین که امروزه توسط لزگی‌ها مسکون است، در گذشته مایه وحشت مناطق مجاور بود و توسط همان مردمانی اشغال شد که در گذشته "لگ" نامیده می‌شدند و ارمنی‌ها آن‌ها را "لگه" یا "لگ" می‌نامیدند."
موسی خورنی (Moses of Chorene) از نبردی در دوران حکومت بابا، پادشاه ارمنستان (۳۷۰-۳۷۷ میلادی) یاد می‌کند که در آن، شاگیر، پادشاه لکیان، کشته شد.

#### لکزیان و ساسانیان
بر اساس گزارش تاریخ‌نگار عرب، بلاذری، شاه ساسانی خسرو انوشیروان (۵۳۱-۵۷۹ میلادی) پس از تصرف بخشی از قفقاز شرقی:
پادشاهانی را دعوت کرد، آن‌ها را منصوب نمود و به هر یک از آن‌ها فرمانروایی بر بخشی از سرزمین را سپرد. در میان آن‌ها، «حاکم کوهستان»، که صاحب «سریر» بود و «وهرارزان‌شاه» نام داشت، پادشاه (مالک) فیلان، که «فیلان‌شاه» نامیده می‌شد، «طبساران‌شاه»، «پادشاه لکز» با عنوان «جورشان‌شاه»، پادشاه مسقط که قلمرو او (در حال حاضر) دیگر وجود ندارد، و پادشاه لیران که «لیران‌شاه» نامیده می‌شد، حضور داشتند. همچنین، او فرمانروای «بوخه» را بر بوخه، و فرمانروای «زیریکِران» را بر زیریکِران منصوب کرد. او مالکین کوهستان «القبق» را در سرزمین‌هایشان تثبیت کرد و با آن‌ها صلحی را با شرط پرداخت مالیات (ایتاف) منعقد کرد.
این گزارش نشان می‌دهد که حاکم ساسانی، در هنگام تسلط بر منطقه، فرمانروایان محلی را در جایگاه خود حفظ و تثبیت کرد
محسن ذکری در کتاب Sasanid Soldiers in Early Muslim Society: The Origins of 'Ayyārān and Futuwwa با استناد به یاقوت حموی می‌نویسد که ساسانیان برای حفاظت از مرزهای خود در ارمنستان، مزدورانی را از طبساران، فیلان، لیران، شروان و لکز(lakz) به خدمت گرفتند و در میان این گروه‌ها، افراد زیادی از لکز نقش برجسته‌تری داشتند

#### لزگستان و حکومت‌های لزگی
بر اساس منابع تاریخی، از نیمه اول سده سیزدهم میلادی، منطقه‌ای که توسط اقوام گروه زبانی لزگی از خانواده زبان‌های داغستانی مسکون بود، با نام "لزگستان" شناخته می‌شد. در منابع این دوره، حاکمان کوه‌ها با عنوان "امیران لزگستان" یاد شده‌اند.
در سده‌های شانزدهم و هفدهم، اتحادیه‌هایی از جوامع روستایی، تحت عنوان "جوامع آزاد" لزگی شکل گرفت که شامل مناطق آختی‌پارا، کوراخ‌دره، آلتی‌پارا، دوکوزپارا و تاگیرجال بود.
بر اساس "توصیف آماری قفقاز جنوبی":"تحت نام داغستان، مناطق زیر شناخته می‌شوند: 1) استان‌های باکو، دربند و کوبا، که شامل 4 جامعه آزاد لزگی یعنی آلتی‌پارینسک، آختینسک، دوکوزپارینسک و تارژالسک است که در دره‌های کوه‌های قفقاز واقع شده‌اند..."

#### روابط لزگی‌ها با عثمانی و ایران
در سده‌های شانزدهم و هفدهم، سلاطین عثمانی و شاهان صفوی مکرراً تلاش کردند لزگی‌ها (ازجمله روتول‌ها) را تحت سلطه خود درآورند و از این قبایل جنگجو برای منافع خود، به‌ویژه در نبرد با گرجستان مسیحی، استفاده کنند. عمده حملات به گرجستان توسط لزگی‌های غربی از جوامع آزاد سامور شامل آختی‌پارا، آلتی‌پارا، دوکوزپارا، مسکندجه و روتول انجام می‌شد.برای حفاظت از کاختی در برابر حملات لزگی‌ها (لزگی‌های سامور و روتول‌ها)، ژنرال روسی گولوین با لشکر خود استحکامی را در آختی، در نزدیکی رود سامور، بنا کرد.
لزگی‌های کیور عمدتاً به مناطق اطراف دربند حمله می‌کردند. برخی منابع نشان می‌دهند که کیورهای لزگی به همراه قزاق‌ها حملاتی دریایی انجام داده‌اند. همچنین، لزگی‌های کوبا عمدتاً به‌عنوان قشر نظامی در خانات کوبا فعالیت می‌کردند و در حملات به مناطق جنوبی، ازجمله اردبیل و قره‌باغ، شرکت داشتند. در سال 1770، پادشاه گرجستان، ایراکلی، در نامه‌ای به دیپلمات روس، نیکلای پانین، درخواست کرد:"اگر ممکن است، دربار روس از خان دربند، فتحعلی‌خان، بخواهد که اتباع لزگی خود را تا حد امکان از حمله به ما و غارت سرزمین‌های ما بازدارد..."

#### لزگی‌ها در دوره قاجار و جنگ‌های قفقاز
در جنگ‌های قفقاز، مهاجران لزگی-ساخور در امامت شامل (دولت شمیل) حملات متعددی به گرجستان و دیگر مناطق داشتند که برای خزانه شمیل بیشترین درآمد را به همراه داشت. بنا بر گزارش معاصران، این مهاجمان "بهترین نیروهای شمیل" بودند. حاجی‌علی چوخسکی می‌نویسد:"من دبیر شمیل بودم و حساب ورودی‌ها و خرج‌های او را نگه می‌داشتم. بیشترین درآمد شمیل از مناطق ایریب[a] و اوللوکاله بود، جایی که مهاجران زندگی می‌کردند. از آنجا به گرجستان و دیگر نقاط حمله می‌کردند و خمس غنایم خود را به شمیل می‌پرداختند."

#### جنبش‌های استقلال‌طلبانه لزگی‌ها
در آغاز سده هجدهم، شورش‌های ضدایرانی لزگی‌ها و سایر اقوام داغستان و شیروان آغاز شد. به رهبری حاجی داوود مشکور (1721-1728)، شورشیان منطقه شیروان و پایتخت آن شماخی را تصرف کردند. بعدها، ایران موقتاً کنترل خود را بر قفقاز شرقی بازیافت، اما پس از مرگ نادرشاه، امپراتوری او فروپاشید و به چندین خانات کوچک تقسیم شد.در سده بیستم، تلاش‌هایی برای ایجاد جمهوری "لزگستان" (مستقل یا به‌صورت خودمختار) صورت گرفت. در سال 2012، لزگی‌ها به سازمان UNPO پیوستند و در سال 2014 به عضویت اتحادیه فدرالیستی اقلیت‌های ملی اروپا درآمدند.

### لِکی ها در تاریخ گرجستان
لِکی (ლეკი) یا لکیانوبا (ლეკიანობა) اصطلاحی است که گرجیان برای اشاره به یورش‌های پراکنده کوه‌نشینان داغستان به گرجستان، ارمنستان، بخشی از ایران (آذربایجان)، شهر اردبیل و حاشیه‌های امپراتوری عثمانی از قرن شانزدهم تا نوزدهم میلادی به کار می‌بردند.این واژه از «لِکی» (ლეკი) گرفته شده است، که گرجیان برای اشاره به کوه‌نشینان داغستان (در ابتدا فقط ساکنان داغستان جنوبی) استفاده می‌کردند، و پسوند -انوبا که به معنای تاخت‌وتاز و یورش است. ارتش جوامع داغستانی در این یورش‌ها گاهی تا ۴۰ هزار جنگجو داشت.حملات به داغستان بخشی از سیاست فئودال‌های گرجی برای تأمین خزانه کشور بود. به عنوان مثال، در سال ۱۷۹۸، دستور شاه گرجستان به فرماندار منطقه کیزیکی چنین آمده است:
"قاتلان لزگی‌ها، و همچنین کسانی که آن‌ها را اسیر کرده و زنده یا مرده تحویل ما داده‌اند، مورد عفو قرار نمی‌گیرند. از این پس، هر کس که یک لزگی را بکشد، باید سر یا بینی او را به ما تحویل دهد. از آنجا که کشور ما دچار فقر شده است، به رعایای خود لطف دیگری می‌کنیم: هر کس یک لزگی را اسیر کند، اجازه دارد او را نگاه دارد، مشروط بر اینکه به فرماندار ۱۰ روبل و به ارتش ما ۱۰ روبل دیگر بپردازد. همچنین، اسب و اسلحه اسیر میان افراد ارتش ما تقسیم می‌شود. اگر ۱۰، ۱۵ یا ۳۰ نفر سواره‌نظام برای غارت به کشور دشمن بروند، از آن‌ها چیزی دریافت نمی‌شود؛ اما اگر تعدادشان بیشتر باشد، بخشی از غنایم را باید به ما بدهند."
در سال 1800، لکی ها بار دیگر به گرجستان حمله کردند، اما در نبردی در کنار رود یوری توسط ارتش متحد روسیه و گرجستان شکست خوردند. تلاش برای تکرار این حمله به دلیل کمبود آذوقه ناکام ماند. در اوایل سال بعد، کوه‌نشینان نیرویی سه هزار نفره برای تهاجم به شروان گردآوردند. مقامات روسی در گرجستان که از این وضعیت نگران بودند، شروع به تقویت مرزهای کاختی کرده و چندین یگان نظامی را به آنجا اعزام کردند. پیوستن گرجستان به امپراتوری روسیه در سال 1801 مانع یورش‌های لِکی ها به سرزمین‌های گرجی نشد. در سال 1802، آوارهای جارو-بلاکانی از شورش ضدروسی شاهزادگان واختانگ و تیموراز حمایت کردند. در این شورش، اشراف کاختی و پادشاه ایمرتی نیز شرکت داشتند. در سال‌های 1803 تا 1806، نیروهای روسی چندین عملیات تنبیهی را علیه جامعه جارو که به عنوان «لانه راهزنان» شناخته می‌شد، به اجرا گذاشتند تا آن را به دلیل حملات مداوم مجازات کنند.پس از سال 1810، تعداد و مقیاس یورش‌ها به گرجستان به میزان قابل توجهی کاهش یافت.
امپراتوری عثمانی اغلب به لکی ها پناه می‌داد و به همین دلیل آن‌ها از سمت آخالتسیخه نیز به گرجستان حمله می‌کردند.بازار برده‌فروشی عثمانی راه را برای تجارت بردگان هموار می‌کرد. دهقانانی که از استثمار فئودالی رنج می‌بردند، از اربابان خود گریخته و به لِکی ها پناه می‌بردند و حتی آن‌ها را علیه اربابان خود به کار می‌گرفتند. دهقانان گرجی به لِکی ها می‌پیوستند، زیرا «لِکی شدن» برای آن‌ها به معنای آزادی از سلطه اربابان بود.پادشاهان کارتلی و کاختی تلاش زیادی برای سرکوب «لکیانوبا» انجام دادند، اما این مبارزه بی‌نتیجه بود. در طی قرن‌ها نبرد علیه «لکیانوبا»، روش‌ها و تاکتیک‌های دفاعی توسعه یافت. قلعه‌ها ساخته می‌شدند، در مسیرهای عبور لک ها خندق‌هایی ایجاد می‌کردند، بستر رودخانه‌ها را عمیق‌تر می‌کردند، جنگل‌هایی را که به عنوان مخفیگاه‌های لک ها استفاده می‌شد، قطع می‌کردند و غیره.با این حال، نیروی نظامی همچنان عامل تعیین‌کننده بود. از جمله روش‌های دفاعی، گماردن نیروهای محافظ در «نقاط ساحلی»، تقویت استحکامات این نقاط، استقرار نگهبانان در جاده‌ها، پل‌ها و دره‌ها، استفاده از نیروهای مزدور («نوکاری»)، نیروهای تعقیب‌کننده («مدواری») و ارتش دائمی («مورگیه جری») بود.«لکیانوبا» خسارات جبران‌ناپذیری به گرجستان وارد کرد. جمعیت به شدت کاهش یافت، برخی مناطق کاملاً از سکنه خالی شدند و کشاورزی و فرهنگ سقوط کرد.

## مردم لزگی
مهم‌ترین قبایل لزگی عبارت‌اند از:
- آوارها (Avars)
- کاسیموخ‌ها یا لاکیان (Kasimukhians or Lakians)
- دارغی‌ها (Darghis)
- کورین‌ها یا لزگی‌های اصیل (Kurins or Lesghians proper)

کوماروف تعداد کل این قبایل را بیست‌وهفت قبیله می‌داند که هرکدام به گویش‌های متفاوتی صحبت می‌کنند. با این حال، به جز اودی‌ها (Udi) و کوباتچی‌ها (Kubatschi)، دیگر اقوام لزگی از نظر نژادی یکسان در نظر گرفته می‌شوند.
از لحاظ ظاهری، لزگی‌ها معمولاً به اندازه چچن‌ها و چرکس‌ها خوش‌چهره نیستند. آن‌ها قدبلند، نیرومند و از نظر رنگ پوست و مو، بسیار متنوع هستند؛ برخی قبایل دارای افراد کاملاً روشن‌پوست و برخی دیگر کاملاً تیره‌پوست هستند. در برخی از آن‌ها، نشانه‌هایی از تبار مغولی نیز دیده می‌شود.
از نظر شخصیتی، باهوش، جسور، استوار و از نظر جسمانی بسیار مقاوم هستند و در مبارزات استقلال‌طلبانه خود، شجاعت و پایداری فوق‌العاده‌ای از خود نشان داده‌اند. همچنین توانایی تحمل خستگی‌های شدید جسمانی را دارند.
سبک زندگی آن‌ها نیمه‌بدوی است و اغلب در کوهستان‌ها زندگی می‌کنند. شکار و دامداری مهم‌ترین منابع معیشتی آن‌هاست و به دلیل شرایط سخت جغرافیایی، کشاورزی در میان آن‌ها چندان رایج نیست.
صنایع آن‌ها بیشتر شامل فلزکاری، ساخت انواع چاقو، ساخت شنل‌های نمدی و بافندگی است. زنان لزگی شال‌های بسیار باکیفیتی می‌بافند. 